# Oficina de la Nación Mora
La Oficina de la Nación Mora (Office of the Bangsa Moro en inglés; Tanggapan ng Bansang Moro en tagalo)  es la oficina ejecutiva del Gobernador Regional de la Región Autónoma en Mindanao Musulmán en las Filipinas. También es apodado como la Pequeña Malacañán del Sur. El edificio fue construido en 1976 por el entonces presidente Ferdinand Marcos. El edificio era conocido antes como la Oficina del Gobernador Regional ( ORG ) . El edificio fue rebautizado con su nombre actual tras la finalización de su renovación de siete meses el 30 de julio de 2014. El edificio incluye una sala de oración de 200 metros cuadrados.